# (100908) 1998 KH17
(100908) 1998 KH17 es un asteroide perteneciente a asteroides que cruzan la órbita de Marte descubierto el 28 de mayo de 1998 por el equipo del Lincoln Near-Earth Asteroid Research desde el Laboratorio Lincoln, Socorro, Nuevo México, Estados Unidos.

## Designación y nombre
Designado provisionalmente como 1998 KH17. 

## Características orbitales
1998 KH17 está situado a una distancia media del Sol de 2,342 ua, pudiendo alejarse hasta 3,341 ua y acercarse hasta 1,344 ua. Su excentricidad es 0,426 y la inclinación orbital 22,37 grados. Emplea 1309,90 días en completar una órbita alrededor del Sol.

## Características físicas
La magnitud absoluta de 1998 KH17 es 16,1. 